# Hoyalacerta
Hoyalacerta — це вимерлий рід ящірок, відомий із типового виду Hoyalacerta sanzi, який походить із ранньокрейдової стоянки скам’янілостей Лас Хояс в Іспанії. Hoyalacerta була названа в 1999 році і вважається або членом групи Iguania. Хоялацерта — невелика ящірка з подовженим тілом і короткими кінцівками. Вважається, що більшу частину часу він проводив на землі. Кілька інших ящірок також відомі з Лас-Хойяс, у тому числі Meyasaurus (вважається, що жив біля води), Scandensia (вважається альпіністом) і Jucaraseps (який, як і Hoyalacerta, ймовірно жив на землі далеко від води). Особливості Hoyalacerta, які відрізняють його від інших ящірок Las Hoyas, включають гладкі кістки черепа, прості конусоподібні зуби та короткі кінцівки відносно довжини тіла.